# Laubierina
- | Rijk:         | Animalia (Dieren)     |
| Stam:         | Mollusca (Weekdieren) |
| Klasse:       | Gastropoda (Slakken)  |
| Onderklasse:  | Caenogastropoda       |
| Orde:         | Littorinimorpha       |
| Superfamilie: | Tonnoidea             |
| Familie:      | Laubierinidae         |

| Portaal | Biologie |

Laubierina is een geslacht van weekdieren uit de klasse van de Gastropoda (slakken).

## Soort
- Laubierina peregrinator Warén & Bouchet, 1990